# Норберт Кухінке
Норберт Георг Кухінке (нім. Norbert Georg Kuchinke; 5 травня 1940, Шварцвальдау — 3 грудня 2013, Берлін) — німецький журналіст і актор.

## Біографія
Народився в місті Шварцвальдау в прусській провінції Сілезія (нині Чарни-Бур Нижньосілезького воєводства Польщі), де проживало чимало репатріантів з України, Білорусі та Росії. До 1957 року навчався в російській школі. Непогано опанував російську мову.
З 1973 року перший московський кореспондент журналу «Der Spiegel», потім журналу «Stern». У Радянському Союзі став відомий завдяки ролі професора-славіста, яку він виконав у фільмі Георгія Данелії «Осінній марафон» (1979). Після цього зіграв ще кілька епізодичних ролей іноземців («Дві глави з сімейної хроніки», «Борис Годунов», «Настя»).
З-під його пера вийшли книги «Бог в Росії», «Росія під хрестом», «Еліта в Росії», «Вічна Росія», «Від Чингісхана до Горбачова», «Образи старої Росії», «Воскресіння Росії», «Міс містика». 
Брав активну участь у будівництві православного Свято-Георгіївського чоловічого монастиря в Гетшендорфі (Німеччина). 
Кухінке нагороджений двома орденами Святого рівноапостольного князя Володимира та Святого благовірного князя Данила Московського за співпрацю з Російською православною церквою. Володів колекцією російського образотворчого мистецтва. 
Помер на 74-му році життя в столичній клініці Берліна після тривалої хвороби.

## Сім'я
Дружина — Катя
Син — Крістоф
Прийомна дочка — Дуня (дочка російського художника Леоніда Пуригіна)

## Фільмографія
- 1979: «Осінній марафон» — Білл Хансен, професор з Данії
- 1982: «Дві глави з сімейної хроніки» — гість на вечірці іноземних кореспондентів
- 1986: « Борис Годунов» — Вальтер Розен
- 1993: « Настя» — іноземний журналіст
- 2008: «Звідки беруться діти?» — Проксор-старший